# ТБ-1
ТБ-1 (рос. «Тяжелый Бомбардировщик» — «важкий бомбардувальник»; також АНТ-4) — радянський бомбардувальник-торпедоносець. Перший у світі серійний двомоторний суцільнометалевий бомбардувальник. ТБ-1, вільнонесучий моноплан з товстим багатолонжеронним крилом, гофрованою обшивкою, був розроблений протягом 9 місяців і збудований у 1925 році з кольчугалюмінію. На озброєнні ВПС СРСР перебував до 1936 року. АНТ-4 започаткував сімейство багатомоторних літаків, створених під керівництвом А. М. Туполєва. Прямий розвиток АНТ-4 - багатоцільовий АНТ-7 (Р-6) мав ще більший успіх.
Після зняття з озброєння ТБ-1 передали до Аерофлоту та Севморшляху, де під маркою Г-1 («грузовой-1») використовували до списання останнього літака в 1947 році. Отже, літаки експлуатували протягом 20 років після першого політу. Відновлений екземпляр Г-1 із реєстраційним номером СССР-Н317 став експонатом музею цивільної авіації в Ульяновську.

## Проєктування та побудова
Особливе технічне бюро з військових винаходів (Остехбюро) у Ленінграді створювало авіаційні бомби та торпеди. Раднарком доручив Остехбюро опрацювати завдання на літак, здатний нести торпеду або дві бомби на кілька сотень кілометрів. Розглядали варіант реалізувати проект в Англії, де був досвід будівництва та використання таких літаків. Але від нього відмовилися через високу вартість у півмільйона рублів валютою та термін у півтора роки. Технічне завдання регламентувало швидкість не нижче 165 км/год і навантаження 2000 кг.
Остехбюро звернулося з пропозицією модифікувати під це завдання бомбардувальник 2Б-Л1 авіазаводу № 1 «Дукс», що будувався на замовлення ВПС за проектом досвідченого конструктора Л. Д. Колпакова-Мірошниченко. Проект переробки 2Б-Л1 у торпедоносець був виконаний та оплачений, але не використаний через заперечення з боку керівництва ВПС та низьку оцінку проекту. Аж до 1930 року проектувалися важкі суперники АНТ-4, в тому числі ТБ-2 маловідомого тоді конструктора Миколи Полікарпова. Літак мав ті ж самі двигуни, що й АНТ-4 та мав гарні характеристики, але його проєктування завершилось разом з арештом і вироком конструктора до розстрілу. Однак, вирок замінили на роботу у тюремній шарашці.
Тим часом, у жовтні 1924 року літакобудівний відділ ЦАГІ, яким керував Андрій Туполєв, представив попередній проєкт літака АНТ-4: двомоторний суцільнометалевий моноплан з монохромною гофрованою обшивкою. Розрахункова швидкість складала 190 км/год, а радіус дії 750 км. Літак міг би нести одну міну вагою до 960 кг.
Ескізний проект затвердили в Остехбюро, і на їхнє замовлення 11 листопада 1924 року в ЦАГІ почали проектування та будівництво літака ТБ-1 (АНТ-4) з двигунами Napier Lion (450 к. с.). Майданчик під будівництво літака розмістився на другому поверсі будинку №16 на вул. Радіо. Робота йшла повільно, оскільки не вистачало кваліфікованих робітників. Виготовлення літака завершили 11 серпня 1925 року. Щоб витягти його з будівлі, потрібно було демонтувати стіну. Остаточне складання на аеродромі завершили у жовтні 1925 року.
Перший політ тривалістю 7 хвилин відбувся 26 листопада 1925 року. Його здійснив льотчик-випробувач А. І. Томашевський. За результатом було вирішено доопрацювати льотний екземпляр. Другий політ відбувся 15 лютого 1926 року і тривав 35 хвилин. Для серійного виробництва запропонували замінити мотори, спочатку на Lorraine-Dietrich 12E (450 к. с.), а в квітні 1927 НТК УВВС запропонував BMW VI (які з 1930 року будували за ліцензією в СРСР під позначенням М-17).
Після заводських випробувань АНТ-4 представили на державні випробування, під час яких наліт становив 42 години. Доопрацювання двигуна та управління дозволили досягти максимальної швидкості 196,5 км/год. Літак показав хорошу стійкість і на висоті 400-500 м летів без зниження на одному моторі. Також у 1926 році льотчик Томашевський встановив два неофіційні світові рекорди:
- з корисним навантаженням 2054 кг політ тривав рекордні 4 год 15 хв,

- за 12 год літак пролетів рекордні 2000 км із вантажем 1000 кг.

10 липня 1926 року дослідний зразок АНТ-4 здали Остехбюро. Але техзавдання на торпедоносець вдалося реалізувати лише з будівництвом АНТ-7 у виконанні Р-6Т, який почали випускати на початку 1930-х років. До 1933 року сформували по одній мінно-торпедній ескадрильї Р-6Т (на основі ТБ-1) на колесах або поплавцях на Балтиці та на Тихому океані, а також окремий загін на Чорному морі. Як недолік цього торпедоносця в НДІ ВПС відзначали велику швидкість скидання торпеди та недостатню маневреність у порівнянні з одномоторним біпланом Р-5Т Полікарпова. Швидкість скидання обмежувалася міцністю створених торпед: 157 км/год Р-6Т проти 130 км/год Р-5Т. Також було відзначено: великі розмір та маса, дорожнеча виробництва та ремонту. Виробничий цикл Р-6 з моторами М-17 на заводі № 22 в 1932 році складав 5 місяців, майже настільки ж довгий, як у більшого ТБ-3.

### Підготовка до серійного виробництва
Дублер-еталон ТБ-1 (АНТ-4) було побудовано в лютому 1928 року, але через затримку з доставкою півосей шасі шведським заводом Junkers заводські випробування почалися в червні 1928 року.
На літаку стояли двигуни BMW VI (500 к.с.), розміри літака трохи збільшені. Встановлені турелі з кулеметами Lewis — передня, середня та задня, касетний бомбоутримувач, бомбоскидувач СБР-8, фото та радіообладнання. Бомбове навантаження 730 кг бомб. Державні випробування відбулися з 15 серпня 1928 року до 26 березня 1929 року. Літак рекомендували до серії. Замовником виступило управління ВПС. Управління літака зробили подвійним: у збільшеній кабіні розмістили крісла для двох пілотів; також до екіпажу входили: бомбардир-навігатор (штурман) (який виконував функції радиста і фотографа), носовий стрілець, помічник льотчика і кормовий стрілець, який вважався командиром екіпажу.
Для нічних польотів встановили дві фари Zeiss і ракетоутримувач Michelin, у якому використовували піротехнічні ракети-факели. 

### Серійне виробництво
Дублер ТБ-1 біс (АНТ-4) — головний екземпляр з моторами BMW VI (500 к.с.), а надалі з їх радянськими версії М-17 (500/730 к.с.). Озброєння складалося з трьох спарок кулеметів Дегтярьова та 1000 кг бомб. Екіпаж 6 людей. Серійне виробництво здійснювалося з літа 1929 до початку 1932 року на заводі № 22 у Філях (Москва). Пізніше 66 екземплярів було переобладнано на заводі № 31 (Таганрог) на модифікацію ТБ-1П (див. нижче) для ВМФ.
| Виробник   | 1929 | 1930 | 1931 | 1932 | Всього |
| ---------- | ---- | ---- | ---- | ---- | ------ |
| №22 (Філі) | 2    | 65   | 146  | 3    | 216    |

ВПС замовили кілька сотень ТБ-1, що дозволяло перейти до створення з'єднань важких бомбардувальників. Було замовлено першу партію з 15 літаків. Багато комплектуючих замовляли за кордоном. Через різні посилення та доробки серійний літак вийшов на 200 кг важчий за дублер, за рахунок чого трохи втратив у льотних якостях. 
Збудовано 216 екземплярів різних модифікацій. Літак перебував на озброєнні до 1936 року.

## Конструкція
АНТ-4 (ТБ-1) — двомоторний вільнонесний суцільнометалевий моноплан. Конструкція літака ферменна з гофрованою обшивкою з кольчугалюмінію, в особливо навантажених місцях застосовувалася сталь. Планер літака складався з окремих агрегатів, що полегшувало виробництво, ремонт та транспортування.
- Крило складалося з центроплану та консолей. На п'ятилонжеронному центроплані кріпилися сталеві моторами під два мотори. Поздовжній силовий набір — фермові лонжерони, клепані із труб змінного перерізу. Поперечний силовий набір 18 нервюр у центроплані та по 10 у консолях крила. Між нервюрами по розмаху крила встановлювалося кілька профілів, які виконували роль стрінгерів. Обшивка кріпилася смугами між нервюрами, під обшивкою навскіс встановлювалися стрічки з дюралюмінію, які збільшували жорсткість.

- Фюзеляж трапецеїдальний, зі звуженням донизу. Фюзеляж складався з трьох відсіків: носовий, центральний (об'єднаний із центропланом) та хвостовий. Каркас фюзеляжу складався з 21 шпангоуту, верхніх та нижніх стрінгерів. Весь силовий набір був виконаний із профілів різної товщини. Обшивка приклепувалась до полиць профілів. У нижній частині каркаса фюзеляжу кріпилися два трубчасті лонжерони.
- Оперення вільнонесуче. Стабілізатор регульований у польоті. Всі кермові поверхні мали рогову компенсацію. Кут установки стабілізатор змінювався штурвалом. Лонжерони елеронів та кермів труби, стабілізатора з полицями з труб та листовими стінками.
- Двигуни: BMW VI або М-17, дванадцятициліндрові V-подібні, водяного охолодження. Двигуни запускалися стисненим повітрям або автостартером, за потреби — вручну, розкручуванням гвинта. Повітряні гвинти дволопатеві, діаметром 3,3 метри, виготовлялися з дуба та ясена та мали алюмінієву окантовку.
- Пальне: десять бензинових баків загальним обсягом 2010 літрів, було об'єднано у єдину систему. Баки підвішувалися на крилі. Кожен двигун мав свій масляний бак, розташований у мотогондолі за пожежною перегородкою.
- Шасі пірамідального типу з амортизацією. Колеса спицеві. У хвостовій частині фюзеляжу розташована «милиця» з гумовою амортизацією. Взимку колеса замінювали на лижі. Замість колісного шасі могло встановлюватись поплавкове, милиця при цьому знімалася. Поплавкові літаки додатково комплектувалися якорями та швартувальними пристроями. На берег літак котився на двох колісних візках, приєднаних до поплавців.
- Приладове обладнання: компас, покажчик швидкості, висотомір, годинник, тахометри, термометр для визначення температури зовнішнього повітря, покажчики повороту, швидкості та ковзання, термометри для води та олії.
- Радіообладнання: короткохвильова приймально-передавальна телеграфно-телефонна станція для зв'язку з аеродромними радіостанціями на великих відстанях та станція для приймання сигналів радіомаяків. Антена натягувалась між стійками на крилі.
- Електрообладнання: струм виробляв генератор із вітрянкою та акумулятори. До літакової мережі були підключені радіостанція, піротехнічні смолоскипи, нічне освітлення в кабінах та салоні, навігаційні та кодові вогні, а також дві посадкові фари.
- Озброєння: три спарені установки з 7,62 кулеметами, що стоять на турелях. Внутрішня підвіска бомб на касетних утримувачах, зовнішня підвіска на шести балках. Загальна вага бомбового навантаження досягала 1030 кг.
- Екіпаж складався з 7 осіб: два льотчики (головний льотчик зліва та помічник льотчика праворуч), бомбардир, борттехнік і три стрілки (передній стрілок-спостерігач, середній стрілок та задній стрілок).

## Тактико-технічні характеристики
Технічні характеристики:
- Екіпаж: 7 осіб

- Довжина: 18,012 м

- Розмах крила: 28,7 м

- Висота: 6,09 м (найбільша висота в лінії польоту по верхній точці керма повороту)

- Площа крила: 120 м²

- Маса порожнього: 4519 кг

- Максимальна злітна вага: 6810 кг

- Маса палива у внутрішніх баках: 2010 літрів

- Силова установка: 2×М-17

- Потужність двигунів: 2 × 680 к.с. (2 × 510 кВт)

- Діаметр гвинта: 3,3 м

- Льотні характеристики:

- Максимальна швидкість: 207 км/год

- Практична дальність: 1000 км

- Практична стеля: 4830 м

- Швидкопідйомність: 169,8 м/хв

Озброєння:
- Стрілецько-гарматне: три х 7,62 мм кулеметів ТАК-2

- Бойове навантаження: макс. до 1000 кг

## Роль в історії
Окрім перельоту Москва — Нью-Йорк, ТБ-1 брав участь у порятунку екіпажу криголама «Челюскін»: льотчик Анатолій Ляпідевський вивіз з крижини першу партію челюскінців. У 1937 році льотчик Ф. Б. Фаріх здійснив переліт за маршрутом: Москва — Казань — Свердловськ — Іркутськ — Анадир — мис Уелен — Архангельськ — Москва.
Для перельоту з СРСР до США було обрано серійний АНТ-4(Армійське позначення ТБ-1), названий «Страна Советов» (у перекладі «Країна Рад», тобто, СРСР). У перельоті було пройдено 21 242 км колії за 137 льотних годин. Від Хабаровська до Сіетлу (майже 7000 км) літак летів над океаном. Цікаво відзначити, що було збудовано два літаки «Страна Советов» і обидва використовувалися для перельоту СРСР — США. Переліт розпочався вранці 8 серпня 1929 року.
ТБ-1 започаткували радянську військово-транспортну авіацію. Маючи велику вантажопідйомність і дальність, вони обслуговували війська під час бойових дій біля річки Халхін-Гол і біля озера Хасан.
ТБ-1 експлуатувався як повітрянодесантний. На цих машинах відпрацьовувалося десантування бойової техніки, пального, спорядження.

### Збережені екземпляри
У 80-х роках XX століття на острові Діксон було виявлено Г-1 з бортовим номером «СССР-Н227», який зазнав аварії в 40-х роках (зруйнувалася стійка шасі). Група фахівців та курсантів Виборзького авіаційно-технічного училища вирушила у серпні 1985 року на Діксон. До місця аварії їх закинули гелікоптером. Вони відстикували кабіну з частиною фюзеляжу та лівий мотор. Наступними рейсами вивезли на Мі-8 обидва мотори та інші частини. З Діксона мотори та кабіну з частиною фюзеляжу доставили на Іл-76 у Виборг, де літак було повністю відновлено. Після цього Г-1 із бортовим номером СРСР-Н317 став експонатом музею цивільної авіації в Ульяновську, де зберігається і сьогодні. Відомо було ще про кілька Г-1, що пролежали після аварій на Півночі десятки років.
Один поплавковий Г-1 знаходиться поруч із вокзалом у селищі Таксімо (Муйський район республіки Бурятія). Встановлений на стелі та має бортовий номер «СССР Ж-11».

## Схожі за конструкцією літаки
- Junkers G 24, тримоторний суцільнометалевий пасажирський літак, який закуповувався і частково вироблявся в СРСР як бомбардувальник Юнкерс ЮГ-1. Німеччина, перший політ 1924 року.
- Дерев'яний бомбардувальник-біплан конструкції Л. Д. Колпакова-Мірошниченко 2Б-Л1 (Б-1). СРСР, 1924 рік.
- Бомбардувальник конструкції М. М. Полікарпова ТБ-2. СРСР, 1930 рік.
- Експериментальний  двомоторний суцільнометалевий торпедоносець Stout ST. США, 1922 рік.
- Експериментальний  двомоторний суцільнометалевий бомбардувальник Schneider Sch-10M. Франція, 1925 рік.
- Savoia-Marchetti S.55 двокорпусний літаючий човен змішаної конструкції. Закуповувалась для СРСР у 1932 році. Італія, 1924 рік.